# 묘산중학교
묘산중학교(妙山中學校)는 대한민국 경상남도 합천군 묘산면묘산로 157-70 산제리에 있는 사립 중학교이다.

## 학교 연혁
- 1963년 11월 25일 : 묘산고등공민학교 인가
- 1964년 3월 18일 : 묘산고등공민학교 개교
- 1966년 11월 19일 : 학교법인 고려학원 인가
- 1966년 11월 19일 : 학교법인 고려학원 장중균 이사장 취임
- 1966년 12월 19일 : 묘산중학교 인가
- 1967년 3월 6일 : 본교 개교 및 초대 김대수 교장 취임
- 1994년 3월 29일 : 학교법인 고려학원 제3대 이사장 정주화 취임
- 2021년 1월 13일 : 제52회 졸업
- 2021년 3월 1일 : 제5대 조성래 교장 취임
- 2024년 3월 1일 : 제6대 곽명희 교장 취임

## 참고 자료
- 묘산중학교 - 한국교육학술정보원 학교알리미